# Noriaki Asakura
Noriaki Asakura (朝倉 徳明 Asakura Noriaki?,  nacido el 11 de mayo de 1973 en Shizuoka) es un exfutbolista japonés. Jugaba de centrocampista y su último club fue el Consadole Sapporo de Japón.

## Trayectoria

### Clubes
| Club              | País  | Año         |
| ----------------- | ----- | ----------- |
| Shimizu S-Pulse   | Japón | 1992 - 1995 |
| Consadole Sapporo | Japón | 1996 - 1997 |